# 福建青冈
福建青冈（学名：Cyclobalanopsis chungii）为壳斗科青冈属下的一个种。